# Miguel Tarín
Miguel Tarín Ruiz (Barcelona, España, 24 de abril de 1962) es un exbaloncestista español que medía 2,17 cm y cuya posición en la cancha era la de pívot.
En 1978, con 16 años ficha para las categorías inferiores del FC Barcelona, convirtiéndose en el techo del básquet español hasta la irrupción de Roberto Dueñas. No llegó nunca a consagrarse como un jugador de élite pese a su inusual estatura. Su predisposición por este deporte y los métodos que utilizaron para encauzarle como jugador hicieron que tuviera una carrera mediocre de 12 años como profesional, pero pese a todo llegó a ser internacional cinco veces por España. Después de su retirada consagró su vida a la protección de animales.

## Clubes
- F. C. Barcelona. Categorías inferiores.
- 1981-82 Liga Nacional. F. C. Barcelona.
- 1982-83 Liga Nacional. Náutico Tenerife.
- 1983-84 Primera B. U.D.R. Pineda.
- 1984-85 Primera B. C.B. Hospitalet.
- 1985-87 ACB. TDK Manresa.
- 1987-88 Regional Catalana. C.B. Vic.
- 1988-89 Primera B. Patronato Mallorca.
- 1989-90 Primera B. Proexinca CB Cartagena.
- 1990-91 Segunda División. Gesa Alcudia.
- 1991-92 Segunda División. Gesa Alcudia.
- 1991-92 ACB. Granada.
- 1992-93 Primera División. Digsa Loja.